# Serranus baldwini
Serranus baldwini es una especie de peces de la familia Serranidae en el orden de los Perciformes.

## Morfología
Los machos pueden llegar alcanzar los 12 cm de longitud total.

## Distribución geográfica
Se encuentra desde el Sur de Florida y Bahamas hasta aguas atlánticas de Uruguay.